# All the Way... A Decade of Song
All the Way... A Decade of Song é o primeiro álbum de grandes sucessos em língua inglesa da cantora canadense Céline Dion, lançado em 12 de novembro de 1999 pela Sony Music Entertainment. O álbum conta com nove canções lançadas anteriormente e sete novas gravações. Dion trabalhou nas novas faixas principalmente com David Foster. Outros produtores que participaram da coletânea incluem Max Martin, Kristian Lundin, Robert John "Mutt" Lange, James Horner, e Matt Serletic.
All the Way... A Decade of Song recebeu críticas positivas dos críticos de música. Eles elogiaram o animado primeiro single, "That's the Way It Is", e a balada "If Walls Could Talk". Algumas críticas foram feitas no sentido do álbum incluir um pequeno número de sucessos e muitas novas gravações. Apesar disso, o álbum tornou-se um sucesso comercial em todo o mundo, e alcançou a posição de número um em todos os principais mercados musicais do globo. All the Way... A Decade of Song vendeu mais de 22 milhões de cópias em todo o mundo, incluindo mais de nove milhões nos Estados Unidos, cinco milhões na Europa, dois milhões no Japão, e um milhão de unidades no Canadá.

## Antecedentes
Depois de dez anos sob os holofotes, Celine Dion decidiu sair de férias. "Estou ansiosa para não ter nenhum horário, nenhuma pressão, para não me importar se está chovendo ou não, apenas visitar a família e amigos, cozinhar em casa, tentar seriamente ter um filho. Não quero nenhuma pressão por um tempo," disse ela. Mas antes de Dion embarcar em sua pausa de dois anos na indústria da música, começando em 1º de janeiro de 2000, ela preparou All the Way... A Decade of Song para encerrar um período de dez anos no qual ela vendeu mais de 100 milhões de discos em todo o mundo. Nos anos 90, Dion se transformou de um sucesso regional canadense em uma das artistas pop de maior sucesso do mundo. Nesse período, ela lançou sete álbuns em inglês, de Unison, de 1990, a All the Way... A Decade of Song, e seis álbuns em francês, ganhando vários prêmios, incluindo cinco Grammys.
O processo de montar All the Way... A Decade of Song foi trabalhoso para todos os envolvidos, desde equilibrar o número de sucessos e novas canções até garantir que cada uma das novas faixas mostrasse um novo lado de Dion. "Tínhamos conversas de hora em hora, indo pra frente e pra trás, sobre como a combinação deveria ser", disse John Doelp, o coprodutor executivo do álbum. Ele acrescentou: "Queríamos ter certeza de que tínhamos alguns sons novos e que pudéssemos ir a novos lugares". O coprodutor executivo Vito Luprano acrescentou: "A primeira ideia era gravar três novas canções, então Dion disse, 'Vamos fazer cinco', o número da sorte dela. Mas tínhamos tantas canções boas chegando que acabamos gravando nove. Dessas, decidimos ficar com sete".

## Desempenho
O álbum se tornou uma das coletâneas mais bem sucedidas de todos os tempos, vendendo mais de 22 milhões de cópias em todo o mundo, incluindo mais de nove milhões nos Estados Unidos, cinco milhões na Europa e dois milhões no Japão. No Canadá, vendeu mais de um milhão de cópias e recebeu certificado de diamante pela CRIA.
Nos Estados Unidos, o álbum estreou em 3º lugar na Billboard 200, com 303.000 cópias, na segunda semana teve um aumento de 30%, vendendo 394.000 cópias, e conseguindo o primeiro lugar na parada. Em fevereiro de 2016, o álbum já tinha vendido 8.100.000 de cópias no País de acordo com a Nielsen SoundScan, sendo certificado com 7 discos de Platina pela RIAA. All The Way ... A Decade of Song tornou-se o 26º álbum mais vendido da década de 2000 (2000–09) nos EUA, segundo a Billboard.

## Lista de faixas
Sete versões diferentes de All the Way... A Decade of Song foram lançadas. Todas as edições incluem sete novas canções, além dos sucessos: "Beauty and the Beast", "The Power of Love", "Because You Loved Me", "It's All Coming Back to Me Now", "My Heart Will Go On", e "To Love You More". Outras faixas variam de acordo com o país.
| All the Way... A Decade of Song – Edição norte-americana |                                                                                            |                                                                |                                            |         |  |
| N.º                                                      | Título                                                                                     | Compositor(es)                                                 | Produtor(es)                               | Duração |  |
| 1.                                                       | "The Power of Love" (Radio Edit)                                                           | Candy DeRouge Gunther Mende Mary Susan Applegate Jennifer Rush | David Foster                               | 4:48    |  |
| 2.                                                       | "If You Asked Me To"                                                                       | Diane Warren                                                   | Guy Roche                                  | 3:55    |  |
| 3.                                                       | "Beauty and the Beast" (dueto com Peabo Bryson) (da trilha sonora de Beauty and the Beast) | Alan Menken Howard Ashman                                      | Walter Afanasieff                          | 4:04    |  |
| 4.                                                       | "Because You Loved Me" (tema de Up Close & Personal)                                       | Warren                                                         | Foster                                     | 4:35    |  |
| 5.                                                       | "It's All Coming Back to Me Now" (Radio Version)                                           | Jim Steinman                                                   | Steinman Steven Rinkoff [a] Roy Bittan [a] | 5:32    |  |
| 6.                                                       | "Love Can Move Mountains"                                                                  | Warren                                                         | Ric Wake                                   | 4:01    |  |
| 7.                                                       | "To Love You More" (Radio Edit)                                                            | Foster Junior Miles                                            | Foster                                     | 4:41    |  |
| 8.                                                       | "My Heart Will Go On" (tema romântico de Titanic)                                          | James Horner Will Jennings                                     | Afanasieff Horner [a]                      | 4:42    |  |
| 9.                                                       | "I'm Your Angel" (dueto com R. Kelly)                                                      | Kelly                                                          | Kelly                                      | 5:31    |  |
| 10.                                                      | "That's the Way It Is"                                                                     | Kristian Lundin Max Martin Andreas Carlsson                    | Martin Lundin                              | 4:03    |  |
| 11.                                                      | "If Walls Could Talk"                                                                      | Robert John "Mutt" Lange                                       | Lange                                      | 5:19    |  |
| 12.                                                      | "The First Time Ever I Saw Your Face"                                                      | Ewan MacColl                                                   | Foster                                     | 4:09    |  |
| 13.                                                      | "All the Way" (dueto com Frank Sinatra)                                                    | Jimmy Van Heusen Sammy Cahn                                    | Foster René Angélil                        | 3:53    |  |
| 14.                                                      | "Then You Look at Me"                                                                      | Horner Jennings                                                | Foster Horner Simon Franglen               | 4:11    |  |
| 15.                                                      | "I Want You to Need Me"                                                                    | Warren                                                         | Matt Serletic                              | 4:36    |  |
| 16.                                                      | "Live for the One I Love"                                                                  | Riccardo Cocciante Luc Plamondon Jennings                      | Foster Humberto Gatica                     | 3:58    |  |
| Duração total:                                           | Duração total:                                                                             | Duração total:                                                 | Duração total:                             | 71:58   |  |

| All the Way... A Decade of Song – Edição asiática |                                                                                            |                                    |                                 |         |  |
| N.º                                               | Título                                                                                     | Compositor(es)                     | Produtor(es)                    | Duração |  |
| 1.                                                | "The Power of Love" (Radio Edit)                                                           | DeRouge Mende Applegate Rush       | Foster                          |         |  |
| 2.                                                | "Beauty and the Beast" (dueto com Peabo Bryson) (da trilha sonora de Beauty and the Beast) | Menken Ashman                      | Afanasieff                      |         |  |
| 3.                                                | "Because You Loved Me" (tema de Up Close & Personal)                                       | Warren                             | Foster                          |         |  |
| 4.                                                | "It's All Coming Back to Me Now" (Radio Edit)                                              | Steinman                           | Steinman Rinkoff [a] Bittan [a] |         |  |
| 5.                                                | "Immortality" (com part. de Bee Gees)                                                      | Barry Gibb Robin Gibb Maurice Gibb | Afanasieff                      |         |  |
| 6.                                                | "To Love You More" (Radio Edit)                                                            | Foster Miles                       | Foster                          |         |  |
| 7.                                                | "My Heart Will Go On" (tema romântico de Titanic)                                          | Horner Jennings                    | Afanasieff Horner [a]           |         |  |
| 8.                                                | "Be the Man"                                                                               | Foster Miles                       | Foster                          |         |  |
| 9.                                                | "I'm Your Angel" (dueto com R. Kelly)                                                      | Kelly                              | Kelly                           |         |  |
| 10.                                               | "That's the Way It Is"                                                                     | Lundin Martin Carlsson             | Martin Lundin                   |         |  |
| 11.                                               | "If Walls Could Talk"                                                                      | Lange                              | Lange                           |         |  |
| 12.                                               | "The First Time Ever I Saw Your Face"                                                      | MacColl                            | Foster                          |         |  |
| 13.                                               | "All the Way" (dueto com Frank Sinatra)                                                    | Heusen Cahn                        | Foster Angélil                  |         |  |
| 14.                                               | "Then You Look at Me"                                                                      | Horner Jennings                    | Foster Horner Franglen          |         |  |
| 15.                                               | "I Want You to Need Me"                                                                    | Warren                             | Serletic                        |         |  |
| 16.                                               | "Live for the One I Love"                                                                  | Cocciante Plamondon Jennings       | Foster Gatica                   |         |  |
| Duração total:                                    | Duração total:                                                                             | Duração total:                     | Duração total:                  | 72:53   |  |

| All the Way... A Decade of Song – Edição australiana |                                                                                            |                                                   |                                 |         |  |
| N.º                                                  | Título                                                                                     | Compositor(es)                                    | Produtor(es)                    | Duração |  |
| 1.                                                   | "The Power of Love" (Radio Edit)                                                           | DeRouge Mende Applegate Rush                      | Foster                          | 4:49    |  |
| 2.                                                   | "Beauty and the Beast" (dueto com Peabo Bryson) (da trilha sonora de Beauty and the Beast) | Menken Ashman                                     | Afanasieff                      |         |  |
| 3.                                                   | "Think Twice"                                                                              | Andy Hill Peter Sinfield                          | Christopher Neil Aldo Nova [b]  | 4:48    |  |
| 4.                                                   | "Because You Loved Me" (tema de Up Close & Personal)                                       | Warren                                            | Foster                          | 4:35    |  |
| 5.                                                   | "It's All Coming Back to Me Now" (Radio Edit)                                              | Steinman                                          | Steinman Rinkoff [a] Bittan [a] |         |  |
| 7.                                                   | "To Love You More" (Radio Edit)                                                            | Foster Junior Miles                               | Foster                          | 4:42    |  |
| 8.                                                   | "My Heart Will Go On" (tema romântico de Titanic)                                          | Horner Jennings                                   | Afanasieff Horner [a]           | 4:43    |  |
| 9.                                                   | "Falling Into You"                                                                         | Billy Steinberg Rick Nowels Marie-Claire D'Ubaldo | Steinberg Nowels                | 4:18    |  |
| 10.                                                  | "That's the Way It Is"                                                                     | Lundin artin Carlsson                             | Martin Lundin                   | 4:03    |  |
| 11.                                                  | "If Walls Could Talk"                                                                      | Lange                                             | Lange                           | 5:20    |  |
| 12.                                                  | "The First Time Ever I Saw Your Face"                                                      | MacColl                                           | Foster                          | 4:09    |  |
| 13.                                                  | "All the Way" (dueto com Frank Sinatra)                                                    | Heusen Cahn                                       | Foster Angélil                  | 3:53    |  |
| 14.                                                  | "Then You Look at Me"                                                                      | Horner Jennings                                   | Foster Horner Simon Franglen    | 4:11    |  |
| 15.                                                  | "I Want You to Need Me"                                                                    | Warren                                            | Serletic                        | 4:37    |  |
| 16.                                                  | "Live for the One I Love"                                                                  | Cocciante Plamondon Jennings                      | Foster Gatica                   | 3:58    |  |
| Duração total:                                       | Duração total:                                                                             | Duração total:                                    | Duração total:                  | 71:49   |  |

| All the Way... A Decade of Song – Edição brasileira |                                                                                            |                                 |                                 |         |  |
| N.º                                                 | Título                                                                                     | Compositor(es)                  | Produtor(es)                    | Duração |  |
| 1.                                                  | "The Power of Love" (Radio Edit)                                                           | DeRouge Mende Applegate Rush    | Foster                          | 4:49    |  |
| 2.                                                  | "Beauty and the Beast" (dueto com Peabo Bryson) (da trilha sonora de Beauty and the Beast) | Menken Ashman                   | Afanasieff                      | 4:06    |  |
| 3.                                                  | "Because You Loved Me" (tema de Up Close & Personal)                                       | Warren                          | Foster                          | 4:35    |  |
| 4.                                                  | "It's All Coming Back to Me Now" (Radio Version)                                           | Steinman                        | Steinman Rinkoff [a] Bittan [a] | 5:32    |  |
| 5.                                                  | "All by Myself"                                                                            | Eric Carmen Sergei Rachmaninoff | Foster                          | 5:12    |  |
| 7.                                                  | "To Love You More" (Radio Edit)                                                            | Foster Miles                    | Foster                          | 4:42    |  |
| 8.                                                  | "My Heart Will Go On" (tema romântico de Titanic)                                          | Horner Jennings                 | Afanasieff Horner [a]           | 4:43    |  |
| 9.                                                  | "I'm Your Angel" (dueto com R. Kelly)                                                      | Kelly                           | Kelly                           | 5:31    |  |
| 10.                                                 | "That's the Way It Is"                                                                     | Lundin Martin Carlsson          | Martin Lundin                   | 4:03    |  |
| 11.                                                 | "If Walls Could Talk"                                                                      | Lange                           | Lange                           | 5:20    |  |
| 12.                                                 | "The First Time Ever I Saw Your Face"                                                      | MacColl                         | Foster                          | 4:09    |  |
| 13.                                                 | "All the Way" (dueto com Frank Sinatra)                                                    | Heusen Cahn                     | Foster Angélil                  | 3:53    |  |
| 14.                                                 | "Then You Look at Me"                                                                      | Horner Jennings                 | Foster Horner Franglen          | 4:11    |  |
| 15.                                                 | "I Want You to Need Me"                                                                    | Warren                          | Serletic                        | 4:37    |  |
| 16.                                                 | "Live for the One I Love"                                                                  | Cocciante Plamondon Jennings    | Foster Gatica                   | 3:58    |  |
| Duração total:                                      | Duração total:                                                                             | Duração total:                  | Duração total:                  | 73:34   |  |

| All the Way... A Decade of Song – Edição europeia |                                                                                            |                              |                                 |         |  |
| N.º                                               | Título                                                                                     | Compositor(es)               | Produtor(es)                    | Duração |  |
| 1.                                                | "The Power of Love" (Radio Edit)                                                           | DeRouge Mende Applegate Rush | Foster                          | 4:49    |  |
| 2.                                                | "Beauty and the Beast" (dueto com Peabo Bryson) (da trilha sonora de Beauty and the Beast) | Menken Ashman                | Afanasieff                      | 4:06    |  |
| 3.                                                | "Think Twice"                                                                              | Hill Sinfield                | Neil Nova [b]                   | 4:48    |  |
| 4.                                                | "Because You Loved Me" (tema de Up Close & Personal)                                       | Warren                       | Foster                          | 4:35    |  |
| 5.                                                | "It's All Coming Back to Me Now" (Radio Version)                                           | Jim Steinman                 | Steinman Rinkoff [a] Bittan [a] | 5:32    |  |
| 7.                                                | "To Love You More" (Radio Edit)                                                            | Foster Miles                 | Foster                          | 4:42    |  |
| 8.                                                | "My Heart Will Go On" (tema romântico de Titanic)                                          | Horner Jennings              | Afanasieff Horner [a]           | 4:43    |  |
| 9.                                                | "I'm Your Angel" (dueto com R. Kelly)                                                      | Kelly                        | Kelly                           | 5:31    |  |
| 10.                                               | "That's the Way It Is"                                                                     | Lundin Martin Carlsson       | Martin Lundin                   | 4:03    |  |
| 11.                                               | "If Walls Could Talk"                                                                      | Lange                        | Lange                           | 5:20    |  |
| 12.                                               | "The First Time Ever I Saw Your Face"                                                      | MacColl                      | Foster                          | 4:09    |  |
| 13.                                               | "All the Way" (dueto com Frank Sinatra)                                                    | Heusen Cahn                  | Foster Angélil                  | 3:53    |  |
| 14.                                               | "Then You Look at Me"                                                                      | Horner Jennings              | Foster Horner Simon Franglen    | 4:11    |  |
| 15.                                               | "I Want You to Need Me"                                                                    | Warren                       | Serletic                        | 4:37    |  |
| 16.                                               | "Live for the One I Love"                                                                  | Cocciante Plamondon Jennings | Foster Gatica                   | 3:58    |  |
| Duração total:                                    | Duração total:                                                                             | Duração total:               | Duração total:                  | 73:02   |  |

| All the Way... A Decade of Song – Edição francesa |                                                                                            |                              |                                 |         |  |
| N.º                                               | Título                                                                                     | Compositor(es)               | Produtor(es)                    | Duração |  |
| 1.                                                | "he Power of Love" (Radio Edit)                                                            | DeRouge Mende Applegate Rush | Foster                          | 4:49    |  |
| 2.                                                | "Beauty and the Beast" (dueto com Peabo Bryson) (da trilha sonora de Beauty and the Beast) | Menken Ashman                | Afanasieff                      | 4:06    |  |
| 3.                                                | "All by Myself"                                                                            | Carmen Rachmaninoff          | Foster                          | 5:12    |  |
| 4.                                                | "Because You Loved Me" (tema de Up Close & Personal)                                       | Warren                       | Foster                          | 4:35    |  |
| 5.                                                | "It's All Coming Back to Me Now" (Radio Version)                                           | Steinman                     | Steinman Rinkoff [a] Bittan [a] | 5:32    |  |
| 7.                                                | "To Love You More" (Radio Edit)                                                            | Foster Miles                 | Foster                          | 4:42    |  |
| 8.                                                | "My Heart Will Go On" (tema romântico de Titanic)                                          | Horner Jennings              | Afanasieff Horner [a]           | 4:43    |  |
| 9.                                                | "I'm Your Angel" (dueto com R. Kelly)                                                      | Kelly                        | Kelly                           | 5:31    |  |
| 10.                                               | "That's the Way It Is"                                                                     | Lundin Martin Carlsson       | Martin Lundin                   | 4:03    |  |
| 11.                                               | "If Walls Could Talk"                                                                      | Lange                        | Lange                           | 5:20    |  |
| 12.                                               | "The First Time Ever I Saw Your Face"                                                      | MacColl                      | Foster                          | 4:09    |  |
| 13.                                               | "All the Way" (dueto com Frank Sinatra)                                                    | Heusen Cahn                  | Foster Angélil                  | 3:53    |  |
| 14.                                               | "Then You Look at Me"                                                                      | Horner Jennings              | Foster Horner Franglen          | 4:11    |  |
| 15.                                               | "I Want You to Need Me"                                                                    | Warren                       | Serletic                        | 4:37    |  |
| 16.                                               | "Live for the One I Love"                                                                  | Cocciante Plamondon Jennings | Foster Gatica                   | 3:58    |  |
| Duração total:                                    | Duração total:                                                                             | Duração total:               | Duração total:                  | 73:34   |  |

| All the Way... A Decade of Song – Edição latino americana |                                                                                            |                                              |                                 |         |  |
| N.º                                                       | Título                                                                                     | Compositor(es)                               | Produtor(es)                    | Duração |  |
| 1.                                                        | "The Power of Love" (Radio Edit)                                                           | DeRouge Mende Applegate Rush                 | Foster                          | 4:49    |  |
| 2.                                                        | "Beauty and the Beast" (dueto com Peabo Bryson) (da trilha sonora de Beauty and the Beast) | Menken Ashman                                | Afanasieff                      | 4:06    |  |
| 3.                                                        | "Because You Loved Me" (tema de Up Close & Personal)                                       | Warren                                       | Foster                          | 4:35    |  |
| 4.                                                        | "It's All Coming Back to Me Now" (Radio Version)                                           | Steinman                                     | Steinman Rinkoff [a] Bittan [a] | 5:32    |  |
| 5.                                                        | "Sola Otra Vez"                                                                            | Eric Carmen Sergei Rachmaninoff Manny Benito | Foster                          | 5:12    |  |
| 7.                                                        | "To Love You More" (Radio Edit)                                                            | Foster Miles                                 | Foster                          | 4:42    |  |
| 8.                                                        | "My Heart Will Go On" (tema romântico de Titanic)                                          | Horner Jennings                              | Afanasieff Horner [a]           | 4:43    |  |
| 9.                                                        | "I'm Your Angel" (dueto com R. Kelly)                                                      | Kelly                                        | Kelly                           | 5:31    |  |
| 10.                                                       | "That's the Way It Is"                                                                     | Lundin Martin Carlsson                       | Martin Lundin                   | 4:03    |  |
| 11.                                                       | "If Walls Could Talk"                                                                      | Lange                                        | Lange                           | 5:20    |  |
| 12.                                                       | "The First Time Ever I Saw Your Face"                                                      | MacColl                                      | Foster                          | 4:09    |  |
| 13.                                                       | "All the Way" (dueto com Frank Sinatra)                                                    | Heusen Cahn                                  | Foster Angélil                  | 3:53    |  |
| 14.                                                       | "Then You Look at Me"                                                                      | Horner Jennings                              | Foster Horner Franglen          | 4:11    |  |
| 15.                                                       | "I Want You to Need Me"                                                                    | Warren                                       | Serletic                        | 4:37    |  |
| 16.                                                       | "Live"                                                                                     | Cocciante Plamondon Jennings                 | Foster Gatica                   | 3:58    |  |
| Duração total:                                            | Duração total:                                                                             | Duração total:                               | Duração total:                  | 73:26   |  |

| All the Way... A Decade of Song – Edição japonesa |                                                                                            |                              |                                 |         |  |
| N.º                                               | Título                                                                                     | Compositor(es)               | Produtor(es)                    | Duração |  |
| 1.                                                | "The Power of Love" (Radio Edit)                                                           | DeRouge Mende Applegate Rush | Foster                          | 4:48    |  |
| 2.                                                | "Beauty and the Beast" (dueto com Peabo Bryson) (da trilha sonora de Beauty and the Beast) | Menken Ashman                | Afanasieff                      | 4:04    |  |
| 3.                                                | "Because You Loved Me" (tema de Up Close & Personal)                                       | Warren                       | Foster                          | 4:35    |  |
| 4.                                                | "It's All Coming Back to Me Now" (Radio Edit)                                              | Steinman                     | Steinman Rinkoff [a] Bittan [a] | 5:32    |  |
| 5.                                                | "All by Myself" (Single Version)                                                           | Carmen Rachmaninoff          | Foster                          | 5:12    |  |
| 6.                                                | "Immortality" (com part. de Bee Gees)                                                      | B. Gibb R. Gibb M. Gibb      | Afanasieff                      | 4:12    |  |
| 7.                                                | "To Love You More" (Radio Edit)                                                            | Foster Miles                 | Foster                          | 4:41    |  |
| 8.                                                | "My Heart Will Go On" (tema romântico de Titanic)                                          | Horner Jennings              | Afanasieff Horner [a]           | 4:42    |  |
| 9.                                                | "Be the Man (On This Night)"                                                               | Foster Miles                 | Foster                          | 4:39    |  |
| 10.                                               | "I'm Your Angel" (dueto com R. Kelly)                                                      | Kelly                        | Kelly                           | 5:31    |  |
| 11.                                               | "That's the Way It Is"                                                                     | Lundin Martin Carlsson       | Martin Lundin                   | 4:03    |  |
| 12.                                               | "If Walls Could Talk"                                                                      | Lange                        | Lange                           | 5:19    |  |
| 13.                                               | "The First Time Ever I Saw Your Face"                                                      | MacColl                      | Foster                          | 4:09    |  |
| 14.                                               | "All the Way" (dueto com Frank Sinatra)                                                    | Heusen Cahn                  | Foster Angélil                  | 3:53    |  |
| 15.                                               | "Then You Look at Me"                                                                      | Horner Jennings              | Foster Horner Franglen          | 4:11    |  |
| 16.                                               | "I Want You to Need Me"                                                                    | Warren                       | Serletic                        | 4:36    |  |
| 17.                                               | "Live"                                                                                     | Cocciante Plamondon Jennings | Foster Gatica                   | 3:58    |  |
| Duração total:                                    | Duração total:                                                                             | Duração total:               | Duração total:                  | 77:17   |  |

Notas
- ↑a  denota um co-produtor
- ↑b  denota um produtor adicional

## Certificações e vendas
| Região                                                                                                  | Certificação | Vendas     |
| --- | ------------ | ---------- |
| Argentina (CAPIF)                                                                                       | Platina      | 60,000^    |
| Austrália (ARIA)                                                                                        | 3× Platina   | 210,000^   |
| Áustria (IFPI Austria)                                                                                  | Platina      | 50,000*    |
| Bélgica (BEA)                                                                                           | 3× Platina   | 150,000*   |
| Brasil (Pro-Música Brasil)                                                                              | Platina      | 250,000*   |
| Canadá (Music Canada)                                                                                   | Diamante     | 1,000,000^ |
| Finlândia (IFPI Finlândia)                                                                              | Platina      | 55,713     |
| França (SNEP)                                                                                           | 2× Platina   | 775,600*   |
| Alemanha (BVMI)                                                                                         | 7× Ouro      | 1,050,000^ |
| Hungria (MAHASZ)                                                                                        | Ouro         | 25,000^    |
| Japão (RIAJ)                                                                                            | 2× Platina   | 2,000,000^ |
| Nova Zelândia (RMNZ)                                                                                    | 5× Platina   | 75,000     |
| Noruega (IFPI Noruega)                                                                                  | 2× Platina   | 100,000*   |
| Polônia (ZPAV)                                                                                          | Platina      | 100,000*   |
| Espanha (PROMUSICAE)                                                                                    | 2× Platina   | 200,000^   |
| Suécia (GLF)                                                                                            | 2× Platina   | 160,000^   |
| Suíça (IFPI Switzerland)                                                                                | 3× Platina   | 150,000^   |
| Reino Unido (BPI)                                                                                       | 4× Platina   | 1,318,223  |
| Estados Unidos (RIAA)                                                                                   | 7× Platina   | 9,200,000  |
| Resumos                                                                                                 |              |            |
| Europa (IFPI)                                                                                           | 5× Platina   | 5,000,000* |
| *números de vendas baseados somente na certificação ^números de vendas baseados somente na certificação |              |            |